# ラリー・マレン・ジュニア
ローレンス・ジョゼフ "ラリー" マレン・ジュニア(Lawrence Joseph "Larry" Mullen, Jr., 1961年10月31日 - )は、アイルランドのダブリン出身のロック・ミュージシャン。U2のドラマーであり、バンドの発足人として知られる。一部では名前を「ラリー・ミューレン・ジュニア」と表記している場合もある。

## 来歴
10歳の頃より地元の著名なドラマー、ジョー・ボニエのドラム教室に通い始める。マーチングバンドや郵便局のアマチュアバンドに所属したのち、マウント・テンプル高校の掲示板に「バンドメンバー募集」の告知を張る。自宅のキッチンに志望者を集めたセッションから、U2の前身となるバンド（ラリー・マレン・バンド）の活動がスタートする。1979年にU2としてデビューして以来、不動のドラマーとして活動している。2002年のシングル「エレクトリカル・ストーム」のPVでは、女優サマンサ・モートンとラブロマンスを演じている。
U2以外の活動では、マリア・マッキー、ナンシー・グリフィス、U2のプロデューサーでもあるダニエル・ラノワのアルバムなどに参加。1990年のサッカーワールドカップに出場するアイルランド代表チームの公式応援歌制作にも関わった。アンダーワールドの2007年のアルバム『オブリヴィオン・ウィズ・ベルズ』では演奏と選曲に協力している。
U2のベーシスト、アダム・クレイトンとは共同で映画『ミッション・インポッシブル』（1996年）のテーマソングをアレンジし、シングルリリースも行った。1993年にはアダムやR.E.M.のマイケル・スタイプ、マイク・ミルズと即席バンドAutomatic Babyを組み、アメリカのビル・クリントン大統領の就任特別番組で演奏した（バンド名は、U2とR.E.M.のアルバム・タイトルの掛け合わせ）。
音楽活動以外では、俳優として映画に出演している。2011年にはドナルド・サザーランドと共演した初主演映画『マン・オン・ザ・トレイン (Man on the Train) 』が公開された。2013年には映画『おやすみなさいを言いたくて (A Thousand Times Good Night) 』でジュリエット・ビノシュと共演した。

## 人物
U2のメンバー中最年少ながら、結成初期はリーダーシップを発揮していた。バンド名も「Larry Mullen Band」に始まり、いくつかを経てラリーの知人の挙げた候補の中からU2に決まった。フロントマンはボーカリストのボノだが、ラリーも精神的支柱として信頼を寄せられている。
ブロンドの髪と端正な風貌から女性ファンの人気が高い。1983年のU2初来日時には新幹線の駅やホテルで追っかけが待っていた。
初期は「ラリー・マレン」だったが、U2が3rdアルバムで成功した頃から「ジュニア」を付けるようになった。理由は、父親の所へアイルランドの国税局から税金未納の通知が来て、ラリー・マレン違いであることを役所に説明するのに苦労したというエピソードがあったため。
未婚だが、長年のガールフレンドであるアン・アチソンと20年以上共に生活しており、3人の子供がいる。アルバム『ソングス・オブ・イノセンス』のジャケット写真では、ラリーが18歳の息子に抱きついている写真が使われている
長男の名前に"Elvis"と入れるほどエルヴィス・プレスリーを敬愛しており、映画『U2 魂の叫び-Rattle and hum』のインタビューでもプレスリーへの思い入れを熱く語っている。

## U2以外の音楽活動
→「U2のラリー・マレン・ジュニアの作品」

## 使用機材
ドラムセット
- ヤマハ PHXシリーズ シルバー・スパークル・フィニッシュ(カスタム)
  - 14" ラック・タム
  - 16" フロア・タム
  - 16" マウンテッド・フロア・タム
  - 24" バスドラム
- ラディック ブラック・ビューティー・スネア(メイン)
- ヤマハ ピーター・アースキン・モデル・スネア

シンバル
- パイステ Signatureシリーズ
  - 14" Heavy Hi-Hat
  - 16" Power Crash
  - 17" Power Crash
  - 18" Power Crash
  - 22" Power Ride
  - 18" Full Crash

パーカッション
- ラテンパーカッション タンバリン
- ラテンパーカッション カウベル
- トカ ジャンベ

ドラムスティック
- ProMark 5A ジャパニーズオーク

その他
- ローランド Vドラム

すべてのヤマハのハードウェアでレモのドラムヘッドを使用